# Statistiche e record del Catania Football Club
Sono riportate in questa pagina le statistiche riguardanti il Catania Football Club, società calcistica italiana con sede a Catania.

## Statistiche di squadra

### Partecipazione ai campionati
| Livello | Categoria                       | Partecipazioni | Debutto   | Ultima stagione | Totale |
| ------- | ------------------------------- | -------------- | --------- | --------------- | ------ |
| 1º      | Serie A                         | 17             | 1954-1955 | 2013-2014       | 17     |
| 2º      | Serie B                         | 34             | 1934-1935 | 2014-2015       | 34     |
| 3º      | Prima Divisione                 | 4              | 1930-1931 | 1933-1934       | 34     |
| 3º      | Serie C                         | 17             | 1937-1938 | 2024-2025       | 34     |
| 3º      | Serie C1                        | 11             | 1978-1979 | 2001-2002       | 34     |
| 3º      | Lega Pro                        | 2              | 2015-2016 | 2016-2017       | 34     |
| 4º      | Seconda Divisione               | 1              | 1929-1930 | 1929-1930       | 6      |
| 4º      | Serie C2                        | 4              | 1995-1996 | 1998-1999       | 6      |
| 4º      | Serie D                         | 1              | 2022-2023 | 2022-2023       | 6      |
| 5º      | Campionato Nazionale Dilettanti | 1              | 1994-1995 | 1994-1995       | 1      |

In 91 stagioni sportive disputate a partire dall'esordio nel Direttorio Meridionale. Viene esclusa la pausa bellica fra il 1943 e il 1946 e la stagione del 1993-1994 in cui il Catania giocò nel Campionato di Eccellenza Siciliana.

### Partecipazione alle coppe nazionali
| Competizione                          | Partecipazioni | Debutto   | Ultima stagione |
| ------------------------------------- | -------------- | --------- | --------------- |
| Coppa Italia                          | 50             | 1935-1936 | 2024-2025       |
| Coppa Italia Semipro/Serie C/Lega Pro | 23             | 1974-1975 | 2023-2024       |
| Coppa Italia Serie D                  | 2              | 1994-1995 | 2022-2023       |

### Partecipazione alle coppe internazionali
| Competizione        | Partecipazioni | Debutto   | Ultima stagione |
| ------------------- | -------------- | --------- | --------------- |
| Coppa Delle Alpi    | 3              | 1960      | 1966            |
| Coppa dell'Amicizia | 2              | 1962      | 1963            |
| Coppa Mitropa       | 1              | 1970-1971 | 1970-1971       |

## Statistiche individuali

### Lista dei capitani
| Calciatore             | Ruolo | Stagioni al club                       | Stagioni da capitano      | Presenze | Reti |
| ---------------------- | ----- | -------------------------------------- | ------------------------- | -------- | ---- |
| …                      |       |                                        |                           |          |      |
| Nicola Fusco           | C     | 1948-1955                              | 1950-1955 (5)             | 221      | 16   |
| Varo Bravetti          | D     | 1951-1956                              | 1955-1956 (1)             | 160      | 0    |
| Karl Aage Hansen       | A     | 1954-1957                              | 1956-1957 (1)             | 79       | 7    |
| Riccardo Carapellese   | A     | 1957-1959                              | 1957-1959 (2)             | 30       | 9    |
| Sebastiano Buzzin      | C     | 1956-1960                              | 1959-1960 (1)             | 136      | 33   |
| Mario Corti            | D     | 1957-1964                              | 1960-1964 (4)             | 190      | 1    |
| Chinesinho             | C     | 1963-1965                              | 1963-1965 (2)             | 59       | 5    |
| Salvatore Calvanese    | A     | 1960-1962, 1962 e 1964-1967            | 1965-1967 (2)             | 123      | 25   |
| Luciano Buzzacchera    | D     | 1965-1972                              | 1967-1972 (5)             | 219      | 1    |
| Romano Fogli           | D     | 1970-1974                              | 1972-1974 (2)             | 113      | 3    |
| Piero Giagnoni         | C     | 1974-1975                              | 1974-1975 (1)             | 33       | 2    |
| Giampietro Spagnolo    | A     | 1973-1978                              | 1975-1977 (2)             | 129      | 41   |
| Adelchi Malaman        | A     | 1972-1979                              | 1977-1979 (2)             | 147      | 19   |
| Lorenzo Barlassina     | D     | 1976-1977 e 1978-1982                  | 1979-1982 (3)             | 160      | 17   |
| Roberto Sorrentino     | P     | 1979-1984                              | 1982-1984 (2)             | 163      | -171 |
| Ennio Mastalli         | C     | 1982-1985 e 1988-1989                  | 1984-1985 (1)             | 98       | 12   |
| Carlo Borghi           | A     | 1979-1980 e 1984-1989                  | 1985-1989 (4)             | 177      | 31   |
| Giancarlo Marini       | C     | 1987-1990 e 1992-1993                  | 1989-1990 (1)             | 107      | 9    |
| Maurizio Manieri       | C     | 1989-1991                              | 1990-1991 (1)             | 62       | 1    |
| Mariano Marchetti      | C     | 1991-1992                              | 1991-1992 (1)             | 25       | 0    |
| Claudio Pelosi         | A     | 1990-1993                              | 1992-1993 (1)             | 87       | 17   |
| Vito Iuculano          | D     | 1984-1985 e 1993-1994                  | 1993-1994 (1)             | 23+      | 0+   |
| Vincenzo Del Vecchio   | D     | 1990-1992 e 1994-1996                  | 1994-1996 (2)             | 115      | 11   |
| Maurizio Pellegrino    | C     | 1994-1997                              | 1996-1997 (1)             | 83       | 5    |
| Giuseppe Del Giudice   | D     | 1997-1998                              | 1997-1998 (2)             | 34       | 0    |
| Antonino Di Dio        | D     | 1996-1999                              | 1998-1999 (1)             | 79       | 0    |
| Igor Giovanni Marziano | C     | 1998-2001                              | 1999-2001 (2)             | 69       | 10   |
| Alessandro Pane        | C     | 2000-2002                              | 2001-2002 (1)             | 33       | 1    |
| Michele Zeoli          | D     | 2000-2004                              | 2002-2003 (1)             | 100      | 5    |
| Luís Oliveira          | A     | 2002-2004                              | 2003-2004 (1)             | 74       | 28   |
| Marco Ferrante         | A     | 2004-2005                              | 2004-2005 (1)             | 19       | 5    |
| Armando Pantanelli     | P     | 2004-2007                              | 2005-2007 (3)             | 116      | -151 |
| Davide Baiocco         | C     | 2005-2009                              | 2007-2009 (2)             | 122      | 2    |
| Giuseppe Mascara       | A     | 2003-2004 e 2005-2011                  | 2009-2011 (2)             | 226      | 58   |
| Matías Silvestre       | D     | 2008-2011                              | 2011 (1)                  | 118      | 7    |
| Marco Biagianti        | C     | 2007-2013 e 2016-2020                  | 2011-2013 e 2016-2020 (6) | 245      | 11   |
| Mariano Izco           | C     | 2006-2014 e 2020-2022                  | 2013-2014 e 2021-2022 (2) | 261      | 6    |
| Nicolás Spolli         | D     | 2009-2015                              | 2014-2015 (1)             | 148      | 6    |
| Emanuele Calaiò        | A     | 2014-2015                              | 2015 (1)                  | 35       | 18   |
| Caetano Calil          | C/A   | 2015-2017 e 2017-2018                  | 2015-2016 (1)             | 43       | 12   |
| Tommaso Silvestri      | D     | 2018-2021 e 2023-2025                  | 2020-2021 (1)             | 100      | 3    |
| Francesco Lodi         | C     | 2011-2013, 2014, 2017-2020 e 2022-2023 | 2022-2023 (1)             | 215      | 47   |
| Giuseppe Rizzo         | C     | 2018-2020 e 2022-2024                  | 2023-2024 (1)             | 95       | 4    |
| Francesco Rapisarda    | D     | 2022-2025                              | 2024 (1)                  | 46       | 7    |
| Alessio Castellini     | D     | 2022-2025                              | 2024-2025 (1)             | 93       | 4    |
| Stefano Sturaro        | C     | 2024-                                  | 2025- (1)                 | 18       | 0    |

Dati aggiornati al 9 febbraio 2025.

### Record di presenze
| Campionato - 281 Damiano Morra (1975-1984) - 255 Marco Biagianti (2007-2013, 2016-2020) - 240 Rino Rado (1966-1973) - 239 Mariano Izco (2006-2014, 2020-2021) - 226 Giuseppe Mascara (2003-2004, 2005-2011) - 221 Nicola Fusco (1948-1955) - 219 Luciano Buzzacchera (1965-1972) - 215 Francesco Lodi (2011-2013, 2014, 2017-2020, 2022-2023) - 196 Domenico Labrocca (1975-1981, 1982-1983) - 192 Angelo Pereni (1966-1972) | Coppa Italia - 25 Damiano Morra (1975-1977, 1980-1984) - 18 Mariano Izco (2006-2014, 2020-2021) 18 Pier Giuseppe Mosti (1980-1985) - 16 Francesco Ciampoli (1980-1984) - 15 Marco De Simone (1985-1987) 15 Romano Fogli (1970-1974) 15 Ennio Mastalli (1982-1985) 15 Marco Onorati (1982-1987) 15 Alessandro Pellegrini (1984-1988) 15 Rino Rado (1966-1973) |

| Serie A - 218 Mariano Izco (2006-2014) - 150 Giuseppe Vavassori (1961-1966) - 149 Giuseppe Mascara (2006-2011) 149 Marco Biagianti (2007-2013) - 148 Mariano Andújar (2009-2012, 2012-2014) - 146 Renato Rambaldelli (1960-1966) - 142 Alvaro Biagini (1960-1966) - 137 Nicolás Spolli (2009-2014) - 132 Matías Silvestre (2008-2011) - 118 Pablo Álvarez (2008-2009, 2010-2012, 2012-2014) | Serie B - 212 Rino Rado (1966-1970, 1971-1973) - 170 Nicola Fusco (1949-1954) - 165 Luciano Buzzacchera (1966-1970, 1971-1972) - 164 Angelo Pereni (1966-1970, 1971-1972) - 154 Damiano Morra (1975-1977, 1980-1983) - 143 Paolo Montanari (1966-1968, 1969-1970, 1971-1973) - 136 Sebastiano Buzzin (1956-1960) 136 Mauro Vaiani (1966-1970) - 129 Guido Klein (1950-1954, 1955-1956) - 128 Varo Bravetti (1951-1954, 1955-1956) |

### Record di marcature
| Campionato - 62 Nicolò Nicolosi (1932-1937, 1939-1940, 1947-1949) - 58 Giuseppe Mascara (2003-2004, 2005-2011) - 47 Gionatha Spinesi (2007-2009, 2018-2021) - 46 Francesco Lodi (2011-2013, 2014, 2017-2019, 2022-2023) - 45 Guido Klein (1950-1956) - 44 Adelmo Prenna (1958-1964) - 41 Giampietro Spagnolo (1973-1978) - 40 Loriano Cipriani (1989-1993) - 36 Claudio Ciceri (1974-1976, 1978-1979) - 35 Gonzalo Bergessio (2011, 2011-2014) | Coppa Italia - 7 Nicolò Nicolosi (1935-1937, 1939-1940) - 5 Takayuki Morimoto (2006-2011, 2012-2013) - 4 Francesco Lodi (2011-2013, 2014, 2018-2019) 4 Maxi López (2010-2012, 2013-2014) - 3 Giancarlo Danova (1963-1965) 3 Erasmo Franzoni (1935-1937) 3 Roberto Mandressi (1985-1987) 3 Luigi Milan (1962-1963) 3 Mattia Rossetti (2014-2016, 2019) - 2 28 calciatori |

| Serie A - 35 Gonzalo Bergessio (2011, 2011-2014) - 31 Giuseppe Mascara (2006-2011) - 30 Adelmo Prenna (1960-1964) - 24 Gionatha Spinesi (2006-2009) - 23 Salvatore Calvanese (1960-1962, 1964-1966) 23 Maxi López (2010-2012, 2013-2014) - 22 Carlo Facchin (1964-1966) 22 Jorge Martínez (2007-2010) - 20 Francesco Lodi (2011-2013, 2014) - 19 Giancarlo Danova (1963-1965) | Serie B - 44 Guido Klein (1950-1954, 1955-1956) - 36 Nicolò Nicolosi (1934-1937, 1939-1940) - 32 Sebastiano Buzzin (1956-1960) - 27 Giuseppe Mascara (2003-2004, 2005-2006) - 26 Luís Oliveira (2002-2004) - 23 Gionatha Spinesi (2005-2006) - 22 Aquilino Bonfanti (1969-1970, 1971-1972) - 21 Franco Bassetti (1953-1954, 1955-1956) 21 Aldo Cantarutti (1981-1983) 21 Bruno Micheloni (1952-1954) 21 Francesco Randon (1950-1952) |

### Record di panchine
| Campionato - 360 Carmelo Di Bella (1958-1966, 1971-1973, 1976-1977) - 169 Egizio Rubino (1968-1971, 1974-1976) - 114 Géza Kertész (1933-1936, 1941-1942) - 95 Piero Andreoli (1953-1956) - 94 Guido Mazzetti (1973-1974, 1976, 1978, 1980-1981, 1985-1986) - 80 Pasquale Marino (2005-2007) - 73 Cristiano Lucarelli (1930-1931, 1934-1937) - 60 Gennaro Rambone (1979, 1985, 1986-1987) - 55 Luigi Valsecchi (1966, 1967-1968, 1971, 1974) - 51 Angelo Benedicto Sormani (1990-1991) | Coppa Italia - 20 Carmelo Di Bella (1959-1966, 1972-1973, 1976-1977) - 13 Egizio Rubino (1968-1971, 1975-1976) - 10 Gennaro Rambone (1985-1987) 10 Gianni Di Marzio (1982-1984) - 5 Antonio Renna (1984-1985) 5 Walter Zenga (2007-2009) - 4 Silvio Baldini (2007-2008) 4 Lino De Petrillo (1980-1981) 4 Rolando Maran (2012-2013) 4 Giorgio Michelotti (1981-1982) 4 Luigi Valsecchi & Salvatore Calvanese (1971-1972) |

| Serie A - 186 Carmelo Di Bella (1960-1966) - 59 Rolando Maran (2012-2013, 2014) - 45 Walter Zenga (2008-2009) - 38 Pasquale Marino (2006-2007) 38 Vincenzo Montella (2011-2012) - 34 Pietro Andreoli (1954-1955) - 31 Silvio Baldini (2007-2008) - 30 Egizio Rubino (1970-1971) - 23 Siniša Mihajlović (2009-2010) - 20 Marco Giampaolo (2010-2011) | Serie B - 174 Carmelo Di Bella (1958-1960, 1971-1973, 1976-1977) - 100 Egizio Rubino (1968-1970, 1975-1976) - 85 Guido Mazzetti (1973-1974, 1976, 1980-1981, 1985-1986) - 64 Géza Kertész (1934-1936) - 61 Piero Andreoli (1953-1954, 1955-1956) - 52 Gennaro Rambone (1985, 1986-1987) - 48 Dino Ballacci (1966-1967) - 46 Stefano Colantuono (2003-2004) - 45 Gipo Poggi (1956-1957) - 42 Pasquale Marino (2005-2006) |